# Henry Makinwa
Henry Olufosoye Makinwa (Lagos, 6 novembre 1977) è un ex calciatore nigeriano, di ruolo attaccante.

## Carriera

### Club
Ha giocato nella massima serie dei campionati nigeriano, portoghese, rumeno, egiziano, cipriota, israeliano, cinese e scozzese.